# シモン・グレゴルチチ

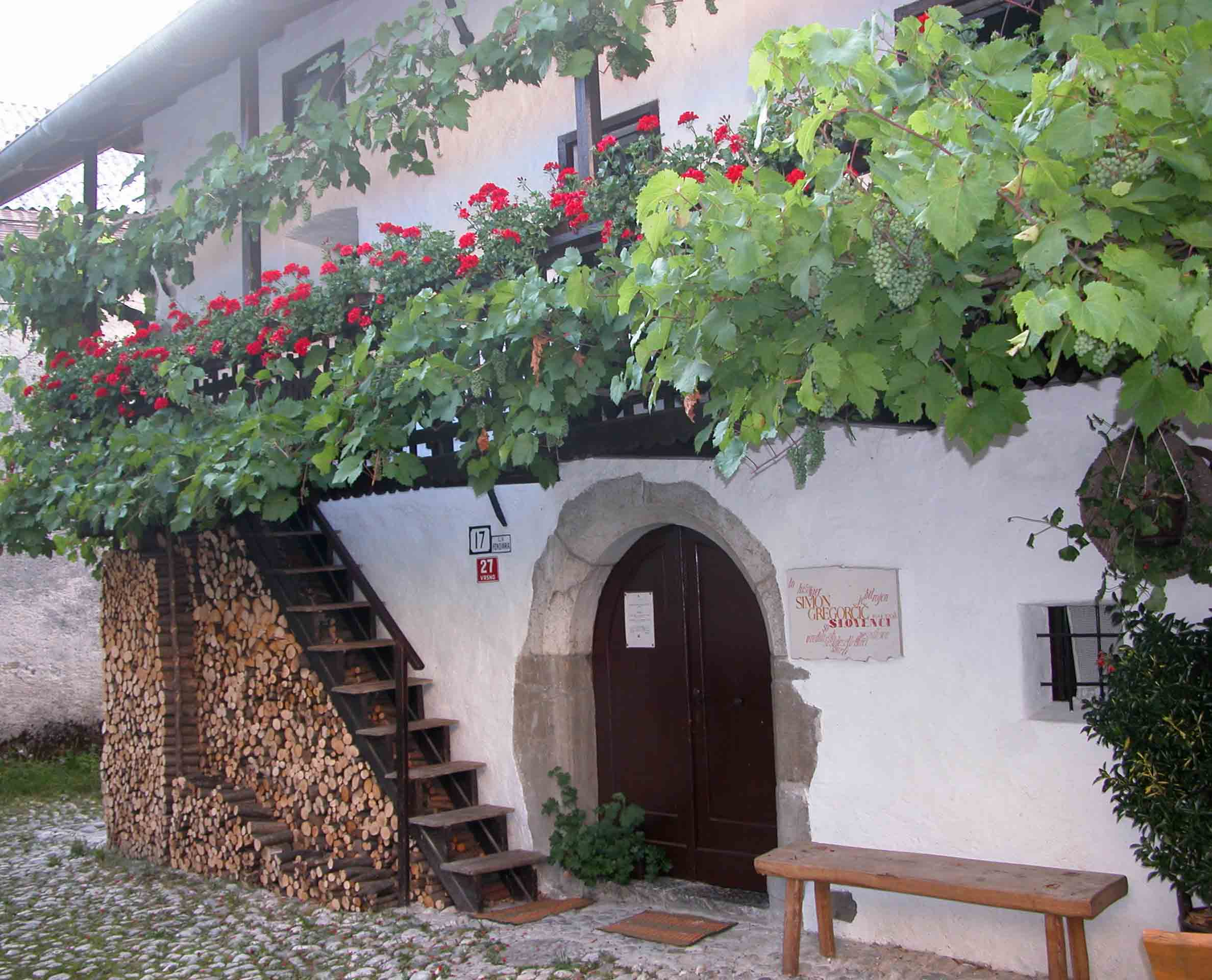
グレゴリチチの生家

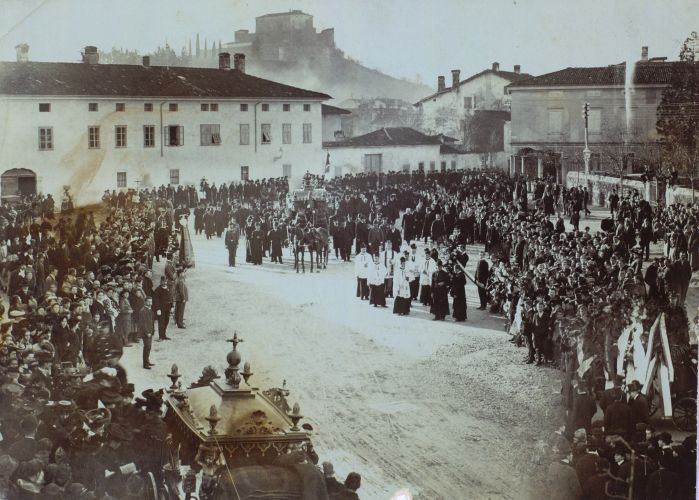
ゴリツィアで行われたグレゴリチチの葬式

シモン・グレゴルチチ (1844年10月15日 – 1906年11月24日) はスロベニアの詩人、司祭である。スロベニアで最初に現実主義の叙情詩と一番多くのメロディー的な詩を考えた。

## 生涯
グレゴルチチはゴリツィアとグラディスカ郡のソチャ川の上流にある小さな村ヴルスノで生まれた。1851年、彼はリブシニエの小学校に通ったが、ゴリツィアの学校に転校した。1852年だった。高校を卒業後、彼はゴリツィアで神学校 に入った。1867年10月27日に任命されて、1868年9月にコバリドの牧師になった。そこで彼は文学作品を書き続け、1871年に友達グルンタル・イグナチと一緒に公衆閲覧室を設立した。
1873年、彼はヴィパーヴァ谷のリッヘンベルクに移った。その後、彼は引退する前にもう何回か移った。1903年、彼は家を売って、ゴリツィアのアパートに引っ越しした。1906年、亡くなった。

## 作品
学生の時、彼は多くの文芸雑誌（スロベンスキー・グラスニック、ズゴデュニャ・ダニツァ、リュブリャンスキー・ズヴォン）に掲載された叙情的な詩を書き始めた。彼はロマンチック的な詩の形式に触発された様子が、彼の作品から見られる。主に彼は愛、愛国心、生命の物語の詩、さらにいくつかの壮大な詩を書いていた。
彼の詩の形式は、例えば「ソチ」はソチ川に捧げる哀悼の詩であり、愛国心の詩である。また、「クロピティ・テ・ネ・スメム」のような愛の詩もあった。そして、他の形式も書いた。重要な作品は「チュロベカ・ニカール」、「ウイェテガ・プティチャ・トジュバ」、「モイ・チュルニ・プラッシュ」、「ヴェセリ・パスティール」、「ナザイ・ヴィ・プランニスキ・ライ」、「オイキ」である。
最初の作品集「ポエジアⅠ」(1882)は大変人気が出た。それから６年後に、二つ目の作品集「ポエジアⅡ」(1888)は発売された。１９０２年、三番目の作品集「ポエジアⅢ」発売され、１９０８年、四番目の作品集「ポエジアⅣ」は彼の死後に発売された。

彼の作品に影響を与えた人物：フランチェスコ・ペトラルカ、ヴァレンティン・ヴォドニック、ヨシプ・シュトリタル、フランツェ・プレシェーレン

## 作品集
- 「ポエジアⅠ」(1882)
- 「ポエジアⅡ」 (1888)
- 「ポエジアⅢ」 (1902)
- 「ポエジアⅣ」 (1908) -　死後発売された
- 「イズブラナ・デラⅠーⅣ」 (1947–1951)

## 外部サイト
- Simon Gregorčič: Job in psalem 118 – Svetopisemska knjiga
- Simon Gregorčič: Poezije – izdaja Družbe sv. Mohorja v Celovcu – 1908
- Simon Gregorčič: Jeremijeve žalostinke